# ترناک رود
ترناک رود، رودخانه‌ای در ولایت غزنی، زابل و قندهار در افغانستان است. این رود از هزاره‌جات در نزدیکی مختصات ۳۳°۷′N 67°۵۶′E جنوب گذرگاه لومار سرازیر می‌شود. این رود سپس برای حدود ۳۵۰ کیلومتر در جهت جنوب شرقی جریان می‌یابد تا اینکه به رود دوری در حدود ۳۰ کیلومتری پایین نقطه تلاقی دوری – ارغستان و ۳۰ کیلومتری بالای نقطه تلاقی دوری – ارغنداب در مختصات ۳۱°۲۴′N 65°۳۳′E وصل می‌شود. رودی که از پیوند این رودها تشکیل می‌شود در مختصات ۳۱°۲۷′N 64°۲۳′E در نزدیکی لشکرگاه به هیرمند می‌ریزد.